# Rotor
En rotor er en roterende maskindel eller motordel (modsat stator).
På en helikopter er rotoren betegnelsen for de propeller der holder den flyvende. De fleste helikoptere har et traditionelt design med en stor, vandret hovedrotor og en mindre, lodret (eller næsten lodret) halerotor. Sidstnævnte har til formål at afholde helikopteren fra at dreje rundt i luften, for når den drejer hovedrotoren den ene vej, vil flykroppen jo gerne dreje modsat; der er jo intet til at holde den fast.
Designet med halerotor kan undgås på 3 måder:
- Ved at lave 2 store hovedrotorer i hver sin ende af helikopteren. Eks: Chinook
- Ved at lave 2 hovedrotorer og anbringe dem på samme hovedaksel, men lade dem rotere modsat hinanden (som en del større russiske helikoptere og i øvrigt også den model Leonardo da Vinci konstruerede). Her kræves så nogle større stabilisatorer (styreflader).
- Ved at bibeholde halebommen og konstruere denne som et rør, der blæses luft ud af. For enden er det så lukket, men med spjæld til siden, så man her blæser samme trykkraft som halerotoren ydede. Dette princip kaldes NOTAR, og er en forkortelse for NO TAil Rotor.

Bladene på en hovedrotor sidder fast på et rotorhoved, der er et temmelig avanceret stykke mekanik. Ud over at overføre motorens kraft til rotoren sørger rotorhovedet for at pilotens to 'styrepinde' får rotorbladene til at ændre løfteevne. Når bladet drejes lidt om sin længdeakse ændres bladprofilens angrebsvinkel og dermed også bladets løfteevne. Hvis alle bladenes løfteevne øges lige meget, vil helikopteren stige. Det er også muligt at få bladene til at bære forskelligt, alt efter om de peger fremad, bagud eller til siden. Hvis bladene bringes til at bære mere når de peger bagud, vil det plan rotoren roterer i ikke være vandret men hælde svagt fremover og dermed trække helikopteren både frem og op. På lignende måde kan en helikopter bakke og flyve til siden.